# دارين سالتون
دارين سالتون (بالإنجليزية: Darren Salton)‏ هو مدرب كرة قدم ولاعب كرة قدم بريطاني في مركز قلب الدفاع، ولد في 16 مارس 1972 في إدنبرة في المملكة المتحدة. شارك مع منتخب اسكتلندا تحت 21 سنة لكرة القدم. أما مع النوادي، فقد لعب مع نادي لوتون تاون.